# Négyzetek különbsége
A matematikában a négyzetek különbsége olyan kifejezés, amelyben egy kifejezés négyzetéből egy másik kifejezés négyzete kerül kivonásra. Minden ilyen kifejezés a következő elemi algebrai azonosság alapján szorzattá alakítható:
{\displaystyle a^{2}-b^{2}=(a+b)(a-b)}.

## Bizonyítás

### Algebrai
Az azonosság bizonyítása rendkívül egyszerű. A zárójel felbontása után a következőt kapjuk:
{\displaystyle (a+b)(a-b)=a^{2}+ba-ab-b^{2}}.
A szorzás kommutativitása miatt a középső tagok kiesnek:
{\displaystyle ba-ab=0},
és marad az, hogy
{\displaystyle (a+b)(a-b)=a^{2}-b^{2}}.
Ezen azonosság az egyik leggyakrabban használt a matematikában. Például egyszerűen bizonyítható segítségével a számtani és mértani közép közötti egyenlőtlenség két változó esetén.
A bizonyításból látható, hogy az azonosság bármilyen kommutatív gyűrűben igaz. Ennek megfordítása is igaz, ha egy gyűrű minden elemére igaz az azonosság, akkor a gyűrű kommutatív. Ennek bizonyítása az, hogyha minden a és b elemre fennáll, hogy
{\displaystyle (a-b)(a+b)=a^{2}+ba-ab-b^{2}=a^{2}-b^{2}},
akkor az csak úgy lehetséges, ha
{\displaystyle ba-ab=0},
amely alapján a gyűrű kommutatív.

### Geometriai
A négyzetek különbsége geometriailag is illusztrálható két síkbeli négyzet területével. A képen a sötét rész szimbolizálja a két négyzet területének különbségét (azaz {\displaystyle a^{2}-b^{2}}). Ez a terület azonban kifejezhető két téglalap területeinek összegeként is, amelyből következik, hogy {\displaystyle a^{2}-b^{2}=a(a-b)+b(a-b)=(a-b)(a+b)}.
Egy másik geometriai bizonyítás a következő: az alsó ábra első képen látható állapottal kezdünk, egy nagyobb négyzet, amelyből egy kisebb négyzet ki lett vágva. A nagy négyzet oldalhossza a, a kivágott négyzet oldalhossza b. A sötét rész területe {\displaystyle a^{2}-b^{2}}. Egy vágás felbonthatjuk két téglalapra az ábrát, ahogy a második képen látható. A nagyobb rész szélessége a, magassága a-b. A kisebb rész szélessége a-b, magassága b. A kisebb területet forgatás után a nagyobb terület oldalához illeszthetjük. Az utolsó képen látható ez az elrendezés, amelyben egy két terület együtt egy téglalapot alkot. Ezen téglalap területe {\displaystyle (a+b)(a-b)}. Mivel ezen téglalap az eredeti állapot átrendezésével keletkezett, a két területnek ugyanannyinak kell lennie. Tehát {\displaystyle a^{2}-b^{2}=(a+b)(a-b)}.

## Alkalmazás

### Polinomok szorzattá alakítás és egyszerűsítés
Az azonosságot nagyon gyakran lehet polinomok szorzattá alakításához használni, például a {\displaystyle x^{4}-1} kifejezés a következőképpen bontható kifejezések szorzatára:
{\displaystyle x^{4}-1=(x^{2})^{2}-1^{2}=(x^{2}+1)(x^{2}-1)=(x^{2}+1)(x-1)(x+1)}.
A némileg bonyolultabb {\displaystyle x^{2}-y^{2}+x-y} esetében is hasonlóan járhatunk el:
{\displaystyle x^{2}-y^{2}+x-y=(x+y)(x-y)+(x-y)=(x-y)(x+y+1)}.
Továbbá kifejezések egyszerűsítésére is remekül alkalmazható az azonosság:
{\displaystyle (a+b)^{2}-(a-b)^{2}=(a+b+a-b)(a+b-a+b)=(2a)(2b)=4ab}.

### Négyzetek összege komplex számokkal
A négyzetek különbségére vonatkozó azonosságot felhasználhatjuk négyzetek összegének szorzattá alakításához komplex számok segítségével.
Például, a {\displaystyle z^{2}+4} szorzattá alakítását a következőképpen végezhetjük el:
{\displaystyle z^{2}+4}
{\displaystyle =z^{2}-i^{2}\cdot 4} (mivel {\displaystyle i^{2}=-1})
{\displaystyle =z^{2}-(2i)^{2}}
{\displaystyle =(z+2i)(z-2i)}

### Nevező gyöktelenítése
Az azonosság segítségével az irracionális nevezőket átalakíthatjuk racionálissá, amellyel megkönnyíthetjük a további algebrai átalakításokat.
Például, ha a {\displaystyle {\dfrac {5}{{\sqrt {3}}+4}}} tört nevezőjét szeretnénk gyökteleníteni, akkor a következőképpen járhatunk el:
{\displaystyle {\dfrac {5}{{\sqrt {3}}+4}}}
{\displaystyle ={\dfrac {5}{{\sqrt {3}}+4}}\times {\dfrac {{\sqrt {3}}-4}{{\sqrt {3}}-4}}}
{\displaystyle ={\dfrac {5({\sqrt {3}}-4)}{({\sqrt {3}}+4)({\sqrt {3}}-4)}}}
{\displaystyle ={\dfrac {5({\sqrt {3}}-4)}{{\sqrt {3}}^{2}-4^{2}}}}
{\displaystyle ={\dfrac {5({\sqrt {3}}-4)}{3-16}}}
{\displaystyle =-{\dfrac {5({\sqrt {3}}-4)}{13}}}.

### Fejszámolás
A fejszámolás is meggyorsítható, ha ismerjük az azonosságot. Ha két számot szeretnék összeszorozni, amelyeknek átlaga könnyen négyzetre emelhető, akkor érdemes alkalmazni.
Például, a {\displaystyle 27\cdot 33} esetében a következőt tehetjük:
{\displaystyle 27\cdot 33=(30-3)(30+3)=30^{2}-3^{2}=900-9=891}.

### Egymást követő négyzetszámok különbsége
{\displaystyle {\begin{array}{lcl}(n+1)^{2}-n^{2}&=&((n+1)+n)((n+1)-n)\\&=&2n+1\end{array}}}
Azaz két egymást követő négyzetszám különbsége mindig páratlan. Hasonlóan számítható két tetszőleges négyzetszám különbsége is:
{\displaystyle {\begin{array}{lcl}(n+k)^{2}-n^{2}&=&((n+k)+n)((n+k)-n)\\&=&k(2n+k)\end{array}}}
Ebből következik, hogy két páros négyzetszám különbsége mindig osztható néggyel, és két páratlan négyzetszám különbsége mindig 8 többszöröse.

## Általánosítás

### Két n-edik hatvány különbsége
Az azonosság tetszőleges pozitív egész kitevőre általánosítható. Ha a és b egy kommutatív gyűrű elemei, akkor
{\displaystyle a^{n}-b^{n}=(a-b)(a^{n-1}+a^{n-2}b+a^{n-3}b^{2}+\dots +ab^{n-2}+b^{n-1})=(a-b)\left(\sum _{k=0}^{n-1}a^{n-1-k}b^{k}\right)}.

## Fordítás
- Ez a szócikk részben vagy egészben  a   Difference of two squares című angol Wikipédia-szócikk ezen változatának fordításán alapul.  Az eredeti cikk szerkesztőit annak laptörténete sorolja fel. Ez a jelzés csupán a megfogalmazás eredetét és a szerzői jogokat jelzi, nem szolgál a cikkben szereplő információk forrásmegjelöléseként.